# Joana Woo
Joana Woo é uma empresária brasileira do ramo editorial. Fundou a Editora Símbolo no dia 25 de março de 1987, sendo a primeira revista da editora o Guia Corpo a Corpo de Qualidade de Vida.
Filha do chinês-taiwanês Chin Liang Woo e da japonesa Sugi Chumu Liao Woo, Joana é irmã do deputado federal William Woo.
Formada em Direito e Belas Artes, Joana Woo gostava de escrever e de imagens. Já era grande leitora de revistas e, em 1983 foi trabalhar como assistente de marketing de uma indústria que na época fabricava os adoçantes Doce Menor e Assugrin.
Com apenas 21 anos, fez um estágio na Suíça. Na volta, foi contratada como responsável pelo marketing da empresa, sob a supervisão do diretor de marketing internacional. Sua conta chegou a ser atendida por Nizan Guanaes, Washington Olivetto e Camila Franco. E assim, com esse trio de publicitários, o filme criado para o seu produto Assugrin, chegou a ganhar um Leão de Ouro no Festival de Publicidade de Cannes.[carece de fontes?]
Ela criou um jornal editorial que atendia todos os compradores de Doce Menor, primeiro trabalho nesta área. E foi aí que começou a se empolgar pelo ramo editorial. Então, resolveu deixar a empresa pelo sonho de montar a Símbolo.
A Editora Símbolo foi criada em 1987. O primeiro título lançado foi a Corpo a Corpo focado em qualidade de vida. Muitas marcas de sucesso vieram depois: Atrevida, Raça Brasil, Tititi, Dieta Já, Viva Saúde, Mais Feliz, Chiques e Famosos, Uma, Um entre outras.
Em 1999, Joana Woo ganhou o Prêmio Veuve Cliquot como empresária do ano e em 2000 o Prêmio Caboré como Profissional de Veículo.
Em 2005 foi matéria de capa da revista "Em revista", da Associação Nacional de Editores de Revistas, entrevistada por Maria Célia Furtado.